# Karahıdırlı, Bünyan
Karahıdırlı là một xã thuộc huyện Bünyan, tỉnh Kayseri, Thổ Nhĩ Kỳ. Dân số thời điểm năm 2008 là 238 người.